# Україна на літніх Олімпійських іграх 2000
Україна на літніх Олімпійських іграх 2000 року в Сіднеї (Австралія) і завоювала 22 медалі (3 золотих, 9 срібних і 10 бронзових).

## Медалісти

### Золото
- Микола Мільчев — Стрільба, Скіт
- Яна Клочкова — Плавання, Жінки, 200 м
- Яна Клочкова — Плавання, Жінки, 400 м

### Срібло
- Катерина Сердюк, Наталя Бурдейна та Олена Садовнича — Стрільба з лука, Жінки, команда
- Андрій Котельник — Бокс, Чоловіки, 60 кг
- Сергій Доценко — Бокс, Чоловіки, 67 кг
- Сергій Чернявський, Олександр Феденко, Сергій Матвєєв і Олександр Симоненко — Велоспорт, Чоловіки, команда 4000 м
- Олександр Береш, Валерій Гончаров, Руслан Мезенцев, Валерій Перешкура, Олександр Світличний і Роман Зозуля — Гімнастика, Чоловіки, команда
- Оксана Цигульова — Гімнастика, Жінки, батут
- Денис Силантьєв — Плавання, Чоловіки, 200 м, батерфляй
- Яна Клочкова — Плавання, Жінки, 800 м, вільний стиль
- Давид Салдадзе — Боротьба, Чоловіки, греко-римська боротьба, (97 кг)
- Євген Буслович — Боротьба, Чоловіки, вільна боротьба (58 кг)

### Бронза
- Роман Щуренко — Легка атлетика, Чоловіки, стрибок у довжину
- Олена Говорова — Легка атлетика, Жінки, потрійний стрибок
- Володимир Сидоренко — Бокс, Чоловіки, 51 кг
- Сергій Данильченко — Бокс, Чоловіки, 54 кг
- Андрій Федчук — Бокс, Чоловіки, 81 кг
- Ірина Янович — Велоспорт, Жінки, спринт
- Ганна Сорокіна та Олена Жупіна — Стрибки у воду, Жінки, синхронно
- Олександр Береш — Гімнастика, Чоловіки, індивідуальна першість
- Руслан Машуренко — Дзюдо, Чоловіки, 90 кг
- Олена Пахольчик і Руслана Таран — Вітрильний спорт, Жінки 470

## Види спорту

### Академічне веслування
Спортсменів — 12
Чоловіки
| Спортсмени                                                          | Дисципліна     | Відбіркові заїзди | Відбіркові заїзди | Втішний заїзд | Втішний заїзд | Півфінали | Півфінали | Фінал   | Фінал       |
| Спортсмени                                                          | Дисципліна     | Час               | Місце             | Час           | Місце         | Час       | Місце     | Час     | Місце       |
| ------------------------------------------------------------------- | -------------- | ----------------- | ----------------- | ------------- | ------------- | --------- | --------- | ------- | ----------- |
| Костянтин Зайцев Костянтин Проненко                                 | Парні двійки   | 6:38.06           | 3                 | 6:33.23       | 3             | 6:36.92   | 5         | 6:36.92 | 5 (фінал В) |
| Олександр Марченко Олександр Заскалько Олег Ликов Леонід Шапошніков | Парні четвірки | 5:53.03           | 2                 | Н/Д           | Н/Д           | 5:48.15   | 3         | 5:55.12 | 6           |

Жінки
| Спортсмени                                                         | Дисципліна      | Відбіркові заїзди | Відбіркові заїзди | Втішний заїзд | Втішний заїзд | Півфінали | Півфінали | Фінал   | Фінал       |
| Спортсмени                                                         | Дисципліна      | Час               | Місце             | Час           | Місце         | Час       | Місце     | Час     | Місце       |
| ------------------------------------------------------------------ | --------------- | ----------------- | ----------------- | ------------- | ------------- | --------- | --------- | ------- | ----------- |
| Євгенія Андрєєва Ніна Проскура                                     | Розпашні двійки | 7:30.82           | 4                 | 7:31.11       | 3             | Н/Д       | Н/Д       | 7:20.82 | 2 (фінал В) |
| Олена Ронжина Тетяна Устюжаніна Світлана Мазій Діна Міфтахутдінова | Парні четвірки  | 6:28.17           | 2                 | 6:29.41       | 1             | Н/Д       | Н/Д       | 6:25.71 | 4           |

### Бокс
Спортсменів — 11
Україну на XXVI літніх Олімпійських іграх 2000 року в Сіднеї представляли 11 боксерів, які вибороли 2 срібні та 3 бронзові олімпійські медалі.
| Спортсмен           | Вагова категорія | Раунд 1/16                                 | Раунд 1/8                               | Чвертьфінал                            | Півфінал                                | Фінал                             | Фінал |
| Спортсмен           | Вагова категорія | Суперник Результат                         | Суперник Результат                      | Суперник Результат                     | Суперник Результат                      | Суперник Результат                | Місце |
| ------------------- | ---------------- | ------------------------------------------ | --------------------------------------- | -------------------------------------- | --------------------------------------- | --------------------------------- | ----- |
| Валерій Сидоренко   | До 48 кг         | Хосе Альбукерке (BRA) Перемога 12-7        | Субан Паннон (THA) Перемога RSC         | Маікро Ромеро (CUB) Поразка 5-12       | Не проходить                            | Не проходить                      | 5     |
| Володимир Сидоренко | До 51 кг         | Даніель Понсе де Леон (MEX) Перемога 16-8  | Омар Нарваес (ARG) Перемога 16-10       | Анджей Ржаний (POL) Перемога RSC       | Віджан Понлід (THA) Поразка 8-17        | Не проходить                      | 3     |
| Сергій Данильченко  | До 54 кг         | Н/Д                                        | Нгангом Дінко Сінґх (IND) Перемога 14-5 | Юстін Кане (AUS) Перемога RSC          | Раїмкуль Малахбеков (RUS) Поразка 10-15 | Не проходить                      | 3     |
| Сервін Сулейманов   | До 57 кг         | Юрі Младенов (BUL) Поразка 4-7             | Не проходить                            | Не проходить                           | Не проходить                            | Не проходить                      | 17    |
| Андрій Котельник    | До 60 кг         | Ларрі Семіллано (PHI) Перемога RSC         | Реймонд Нарх (GHA) Перемога 17-11       | Нуржан Карімжанов (KAZ) Перемога TKO 1 | Крістіан Бехарано (MEX) Перемога 22-14  | Маріо Кінделан (CUB) Поразка 4-14 | 2     |
| В'ячеслав Сенченко  | До 63,5 кг       | Салех Абделбарі Максод (EGY) Поразка 16-19 | Не проходить                            | Не проходить                           | Не проходить                            | Не проходить                      | 17    |
| Сергій Доценко      | До 67 кг         | Гільєрмо Сапуто (ARG) Перемога 13-5        | Паркпум Янгфонак (THA) Перемога 13-5    | Даніяр Мунайтбасов (KAZ) Перемога 8-7  | Віталій Грушак (MDA) Перемога 17-8      | Олег Саїтов (RUS) Поразка 16-24   | 2     |
| Олександр Зубріхін  | До 75 кг         | Н/Д                                        | Мухаммед Месбахі (MAR) Перемога 9-5     | Жолт Ердеї (HUN) Поразка 9-14          | Не проходить                            | Не проходить                      | 5     |
| Андрій Федчук       | До 81 кг         | Азізе Раджидж (MAR) Перемога RSC           | Чарлз Адаму (GHA) Перемога 13-5         | Гурчаран Сінґх (IND) Перемога 12-12    | Рудольф Край (CZE) Поразка 7-11         | Не проходить                      | 3     |
| Олександр Яценко    | До 91 кг         | Н/Д                                        | Руслан Чагаєв (UZB) Поразка 2-15        | Не проходить                           | Не проходить                            | Не проходить                      | 9     |
| Олексій Мазікін     | Понад 91 кг      | Н/Д                                        | Ангус Шелфорд (NZL) Перемога 19-15      | Одлі Гаррісон (GBR) Поразка 9-19       | Не проходить                            | Не проходить                      | 5     |

### Веслування на байдарках і каное

#### Спринт
Спортсменів — 11
Чоловіки
- Михайло Сливинський (C-1 500 м)
- Владислав Терещенко (K-1 1000 м)
- Сергій Климнюк (C-2 500 м)
- Дмитро Саблін (C-2 500 м)
- Роман Бундз (C-2 1000 м)
- Леонід Камлочук (C-2 1000 м)

Жінки
- Інна Осипенко (K-1 500 м)
- Ганна Осипенко (K-2 500 м , K-4 500 м)
- Наталія Феклісова (K-2 500 м , K-4 500 м)
- Олена Череватова (K-4 500 м)
- Марія Ралчева (K-4 500 м)

### Стрільба з лука
Україну на XXVII літніх Олімпійських іграх 2000 року в Сіднеї представляли 6 лучників (3 чоловіки і 3 жінки), які вибороли 1 олімпійську медаль. Наймолодша з них — Катерина Сердюк (17 років 238 днів), найстарший — Віктор Курченко (35 років 254 дні).
Чоловіки
| Спортсмен                                      | Дисципліна             | Попередній раунд | Попередній раунд | Раунд 1/32                     | Раунд 1/16                     | Раунд 1/8                    | Чверть-фінали                        | Півфінали          | За 3-тє місце      | Фінал              | Фінал |
| Спортсмен                                      | Дисципліна             | Результат        | Місце            | Суперник Результат             | Суперник Результат             | Суперник Результат           | Суперник Результат                   | Суперник Результат | Суперник Результат | Суперник Результат | Місце |
| ---------------------------------------------- | ---------------------- | ---------------- | ---------------- | ------------------------------ | ------------------------------ | ---------------------------- | ------------------------------------ | ------------------ | ------------------ | ------------------ | ----- |
| Ігор Пархоменко                                | Індивідуальна першість | 632              | 24               | Аріас (CUB) Поразка 160-164    | Не пройшов                     | Не пройшов                   | Не пройшов                           | Не пройшов         | Не пройшов         | Не пройшов         | 39    |
| Сергій Антонов                                 | Індивідуальна першість | 631              | 26               | Бадєнов (RUS) Перемога 164-153 | Вандерле (USA) Поразка 151-152 | Не пройшов                   | Не пройшов                           | Не пройшов         | Не пройшов         | Не пройшов         | 28    |
| Віктор Курченко                                | Індивідуальна першість | 615              | 43               | Янь (CHN) Поразка 155-164      | Не пройшов                     | Не пройшов                   | Не пройшов                           | Не пройшов         | Не пройшов         | Не пройшов         | 46    |
| Сергій Антонов Віктор Курченко Ігор Пархоменко | Командна першість      | 1878             | 9                | Н/Д                            | Н/Д                            | Китай (CHN) Перемога 244-235 | Південна Корея (KOR) Поразка 236-258 | Не пройшли         | Не пройшли         | Не пройшли         | 8     |

Жінки
| Спортсмен                                        | Дисципліна             | Попередній раунд | Попередній раунд | Раунд 1/32                      | Раунд 1/16                      | Раунд 1/8                       | Чверть-фінали                 | Півфінали                        | За 3-тє місце      | Фінал                                | Фінал |
| Спортсмен                                        | Дисципліна             | Результат        | Місце            | Суперник Результат              | Суперник Результат              | Суперник Результат              | Суперник Результат            | Суперник Результат               | Суперник Результат | Суперник Результат                   | Місце |
| ------------------------------------------------ | ---------------------- | ---------------- | ---------------- | ------------------------------- | ------------------------------- | ------------------------------- | ----------------------------- | -------------------------------- | ------------------ | ------------------------------------ | ----- |
| Олена Садовнича                                  | Індивідуальна першість | 658              | 5                | Бульва (POL) Перемога 163-155   | Ленцка (POL) Поразка 158-159    | Не пройшла                      | Не пройшла                    | Не пройшла                       | Не пройшла         | Не пройшла                           | 21    |
| Катерина Сердюк                                  | Індивідуальна першість | 644              | 10               | Франчіні (ITA) Перемога 157-144 | Менсінг (GER) Перемога 161-153  | Чо Ок Сіл (PRK) Поразка 153-160 | Не пройшла                    | Не пройшла                       | Не пройшла         | Не пройшла                           | 16    |
| Наталія Бурдейна                                 | Індивідуальна першість | 632              | 26               | Шатір (TUR) Перемога 166-157    | Чо Ок Сіл (PRK) Поразка 160-162 | Не пройшла                      | Не пройшла                    | Не пройшла                       | Не пройшла         | Не пройшла                           | 17    |
| Наталія Бурдейна Олена Садовнича Катерина Сердюк | Командна першість      | 1934             | 2                | Н/Д                             | Н/Д                             | Н/Д                             | Італія (ITA) Перемога 237-230 | Туреччина (TUR) Перемога 240-233 | Н/Д                | Південна Корея (KOR) Поразка 239-251 | 2     |